# Walter Savitch
Walter John Savitch (* 21. Februar 1943; † 1. Februar 2021) war Professor für Informatik an der University of California, San Diego.

## Leben
Savitch erwarb 1969 an der University of California, Berkeley den Ph.D.-Grad in Mathematik. Er war vor allem dafür bekannt, dass er die Komplexitätsklasse NL der nichtdeterministisch logarithmischen Probleme definiert hat, und insbesondere auch für den Satz von Savitch, welcher die Beziehung der Komplexitätsklassen NSPACE und DSPACE beschreibt. Die Komplexitätsklasse NL war die erste formal definierte NLOGSPACE vollständige Sprache. Diese fundamentale Erkenntnis führte zu ausgedehnteren Forschungen der vollständigen Probleme im Bereich der Komplexitätstheorie.
Er hat auch zu den Theorien der nichtdeterministischen und parallelen Berechnungsmodelle wichtige Arbeiten beigetragen.
Seine Forschungsbereiche umfassten die Komplexitätstheorie, die formalen Sprachen und die Verarbeitung Natürlicher Sprachen / berechenbarer Sprachen.
Neben seinen Arbeiten in der theoretischen Informatik hat Savitch außerdem noch einige Fachbücher zum Erlernen von C/C++, Java, Ada und anderen Programmiersprachen geschrieben.